# Kozina (Podgaje)
Kozina – część wsi Podgaje w Polsce, położona w województwie świętokrzyskim, w powiecie buskim, w gminie Busko-Zdrój.
W latach 1975–1998 Kozina administracyjnie należała do województwa kieleckiego.